# Ange-Yoan Bonny
Ange-Yoan Bonny (Genova, 25 ottobre 2003) è un calciatore italiana, attaccante dell'Genoa.

## Biografia
Nato ad Aubervilliers, un sobborgo di Parigi, ha origini ivoriane.

## Caratteristiche tecniche
Centravanti dal fisico imponente, si distingue per dribbling, velocità e capacità di giocare spalle alla porta. Viene paragonato a Romelu Lukaku.

## Carriera

### Club

#### Gli inizi, Parma
Dopo essere cresciuto un anno nelle giovanili del Tours, esordisce in Ligue 2 con il Châteauroux nella partita del 31 ottobre 2020 contro il Nancy. Ha concluso la sua breve parentesi al Châteauroux con 5 presenze e un gol in campionato, segnato contro il Rodez.
Il 31 agosto 2021 si trasferisce al Parma, in Serie B, facendo alternanza con la formazione Primavera per tutta la stagione. Realizza il suo primo gol con la maglia dei ducali il 12 dicembre 2022, nella vittoria esterna per 0-2 sul Brescia.
Nell'annata successiva diventa inamovibile nello scacchiere tattico dell'allenatore Fabio Pecchia e riesce a conquistare la promozione in Serie A, contribuendo anche alla vittoria del campionato di Serie B e chiudendo la stagione con 5 gol in 35 partite.
Debutta in Serie A il 17 agosto 2024 in occasione del match poi finito 1-1 contro la Fiorentina, match nel quale vince il premio come MVP della partita. Il 31 agosto segna su calcio di rigore la sua prima rete in massima serie, quella del momentaneo vantaggio in casa del Napoli, poi persa nel recupero per 2-1. Alla sua prima stagione in massima serie mette a segno 6 gol in 37 presenze, conclusasi con la salvezza dei parmigiani.

#### Inter
Il 5 luglio 2025 viene acquistato a titolo definitivo dall'Inter per 23 milioni di euro più 3 milioni di bonus, sottoscrivendo contestualmente un accordo quadriennale.

### Nazionale
Ha giocato nelle nazionali giovanili francesi Under-19, Under-20 e Under-21.

## Statistiche

### Presenze e reti nei club
Statistiche aggiornate al 5 luglio 2025.
| Stagione        | Squadra         | Campionato      | Campionato | Campionato | Coppe nazionali | Coppe nazionali | Coppe nazionali | Coppe internazionali | Coppe internazionali | Coppe internazionali | Altre coppe | Altre coppe | Altre coppe | Totale | Totale |
| Stagione        | Squadra         | Comp            | Pres       | Reti       | Comp            | Pres            | Reti            | Comp                 | Pres                 | Reti                 | Comp        | Pres        | Reti        | Pres   | Reti   |
| --------------- | --------------- | --------------- | ---------- | ---------- | --------------- | --------------- | --------------- | -------------------- | -------------------- | -------------------- | ----------- | ----------- | ----------- | ------ | ------ |
| 2020-2021       | Châteauroux     | L2              | 5          | 1          | CF              | -               | -               | -                    | -                    | -                    | -           | -           | -           | 5      | 1      |
| 2021-2022       | Parma           | B               | 13         | 0          | CI              | -               | -               | -                    | -                    | -                    | -           | -           | -           | 13     | 0      |
| 2022-2023       | Parma           | B               | 26         | 1          | CI              | 2               | 0               | -                    | -                    | -                    | -           | -           | -           | 28     | 1      |
| 2023-2024       | Parma           | B               | 35         | 5          | CI              | 3               | 3               | -                    | -                    | -                    | -           | -           | -           | 38     | 8      |
| 2024-2025       | Parma           | A               | 37         | 6          | CI              | 1               | 0               | -                    | -                    | -                    | -           | -           | -           | 38     | 6      |
| Totale Parma    | Totale Parma    | Totale Parma    | 111        | 12         |                 | 6               | 3               |                      | -                    | -                    |             | -           | -           | 117    | 15     |
| 2025-2026       | Inter           | A               | -          | -          | CI              | -               | -               | UCL                  | -                    | -                    | SI          | -           | -           | -      | -      |
| Totale carriera | Totale carriera | Totale carriera | 116        | 13         |                 | 6               | 3               |                      | -                    | -                    |             | -           | -           | 122    | 16     |

### Cronologia presenze e reti in nazionale
| Cronologia completa delle presenze e delle reti in nazionale ― Francia under 20 | Cronologia completa delle presenze e delle reti in nazionale ― Francia under 20 | Cronologia completa delle presenze e delle reti in nazionale ― Francia under 20 | Cronologia completa delle presenze e delle reti in nazionale ― Francia under 20 | Cronologia completa delle presenze e delle reti in nazionale ― Francia under 20 | Cronologia completa delle presenze e delle reti in nazionale ― Francia under 20 | Cronologia completa delle presenze e delle reti in nazionale ― Francia under 20 | Cronologia completa delle presenze e delle reti in nazionale ― Francia under 20 |
| Data                                                                            | Città                                                                           | In casa                                                                         | Risultato                                                                       | Ospiti                                                                          | Competizione                                                                    | Reti                                                                            | Note                                                                            |
| ------------------------------------------------------------------------------- | ------------------------------------------------------------------------------- | ------------------------------------------------------------------------------- | ------------------------------------------------------------------------------- | ------------------------------------------------------------------------------- | ------------------------------------------------------------------------------- | ------------------------------------------------------------------------------- | ------------------------------------------------------------------------------- |
| 19-11-2022                                                                      | San Pedro del Pinatar                                                           | Francia under 20                                                                | 1 – 1                                                                           | Arabia Saudita under 20                                                         | Amichevole                                                                      | -                                                                               |                                                                                 |
| 21-11-2022                                                                      | San Pedro del Pinatar                                                           | Francia under 20                                                                | 2 – 1                                                                           | Giappone under 20                                                               | Amichevole                                                                      | -                                                                               | 65’                                                                             |
| 22-3-2023                                                                       | Marbella                                                                        | Stati Uniti under 20                                                            | 0 – 4                                                                           | Francia under 20                                                                | Amichevole                                                                      | -                                                                               | 63’                                                                             |
| 25-3-2023                                                                       | Marbella                                                                        | Paesi Bassi under 20                                                            | 2 – 1                                                                           | Francia under 20                                                                | Amichevole                                                                      | 1                                                                               |                                                                                 |
| 28-3-2023                                                                       | Marbella                                                                        | Inghilterra under 20                                                            | 1 – 1                                                                           | Francia under 20                                                                | Amichevole                                                                      | -                                                                               | 64’                                                                             |
| Totale                                                                          |                                                                                 | Presenze                                                                        | 5                                                                               |                                                                                 | Reti                                                                            | 1                                                                               |                                                                                 |

| Cronologia completa delle presenze e delle reti in nazionale ― Francia under 19 | Cronologia completa delle presenze e delle reti in nazionale ― Francia under 19 | Cronologia completa delle presenze e delle reti in nazionale ― Francia under 19 | Cronologia completa delle presenze e delle reti in nazionale ― Francia under 19 | Cronologia completa delle presenze e delle reti in nazionale ― Francia under 19 | Cronologia completa delle presenze e delle reti in nazionale ― Francia under 19 | Cronologia completa delle presenze e delle reti in nazionale ― Francia under 19 | Cronologia completa delle presenze e delle reti in nazionale ― Francia under 19 |
| Data                                                                            | Città                                                                           | In casa                                                                         | Risultato                                                                       | Ospiti                                                                          | Competizione                                                                    | Reti                                                                            | Note                                                                            |
| ------------------------------------------------------------------------------- | ------------------------------------------------------------------------------- | ------------------------------------------------------------------------------- | ------------------------------------------------------------------------------- | ------------------------------------------------------------------------------- | ------------------------------------------------------------------------------- | ------------------------------------------------------------------------------- | ------------------------------------------------------------------------------- |
| 9-10-2021                                                                       | Marbella                                                                        | Belgio under 19                                                                 | 1 – 0                                                                           | Francia under 19                                                                | Amichevole                                                                      | -                                                                               | 75’                                                                             |
| 11-10-2021                                                                      | Marbella                                                                        | Francia under 19                                                                | 4 – 1                                                                           | Messico under 19                                                                | Amichevole                                                                      | 1                                                                               | 62’                                                                             |
| 9-6-2022                                                                        | Clairefontaine-en-Yvelines                                                      | Francia under 19                                                                | 1 – 1                                                                           | Israele under 19                                                                | Amichevole                                                                      | 1                                                                               | 46’                                                                             |
| 11-6-2022                                                                       | Clairefontaine-en-Yvelines                                                      | Francia under 19                                                                | 1 – 1                                                                           | Israele under 19                                                                | Amichevole                                                                      | 1                                                                               | 46’                                                                             |
| 18-6-2022                                                                       | Trnava                                                                          | Slovacchia under 19                                                             | 0 – 5                                                                           | Francia under 19                                                                | Europeo Under-19 2022                                                           | 2                                                                               | 75’                                                                             |
| 21-6-2022                                                                       | Dunajská Streda                                                                 | Romania under 19                                                                | 1 – 2                                                                           | Francia under 19                                                                | Europeo Under-19 2022                                                           | -                                                                               | 68’                                                                             |
| 28-6-2022                                                                       | Dunajská Streda                                                                 | Francia under 19                                                                | 1 – 2                                                                           | Israele under 19                                                                | Europeo Under-19 2022                                                           | -                                                                               | 36’                                                                             |
| Totale                                                                          |                                                                                 | Presenze                                                                        | 7                                                                               |                                                                                 | Reti                                                                            | 5                                                                               |                                                                                 |

## Palmarès

### Club
- Campionato italiano di Serie B: 1

Parma: 2023-2024